# مقبول فدا حسين
مقبول فدا حسين (1915 – 2011) هو فنان هندي.
عاش في المنفى بعد أنه هددته جماعات هندوسية بسبب لوحاته التي اعتبروها مسيئة لدينهم. توفي في لندن عن 95 عاماً.

## روابط خارجية
- مقبول فدا حسين على موقع IMDb (الإنجليزية)
- مقبول فدا حسين على موقع الموسوعة البريطانية (الإنجليزية)